# 義元左文字
義元左文字（よしもとさもんじ）は、南北朝時代に作られたとされる日本刀（打刀）。日本の重要文化財に指定されており、京都市北区にある建勲神社所蔵（京都国立博物館に寄託）。所持者の変遷から三好左文字、宗三左文字（そうさんさもんじ）とも称される。

## 概要

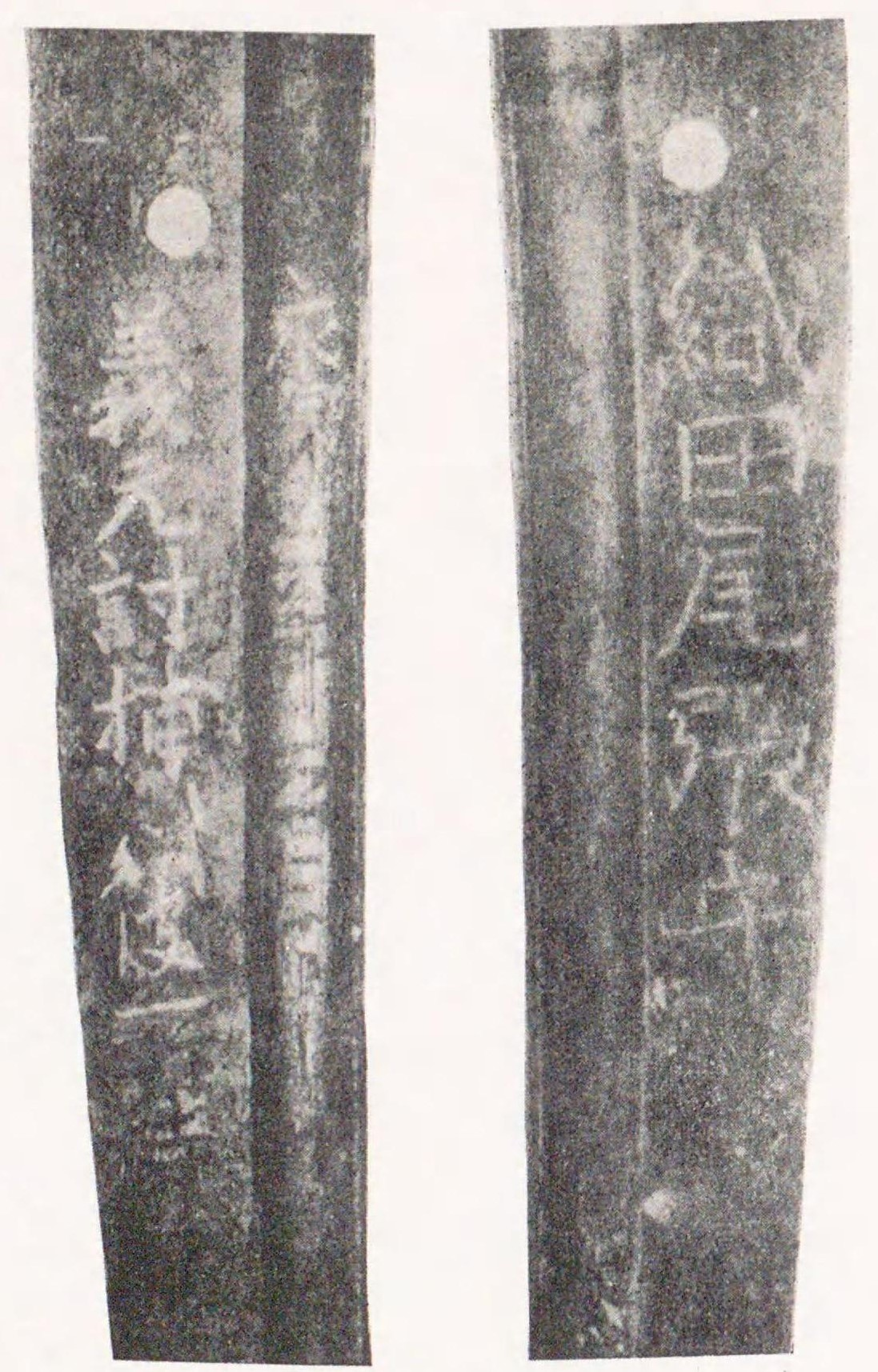
義元左文字の茎。差裏に「織田尾張守信長」、差表に「永禄三年五月十九日義元討捕刻彼所持刀」と金象嵌銘が入る。

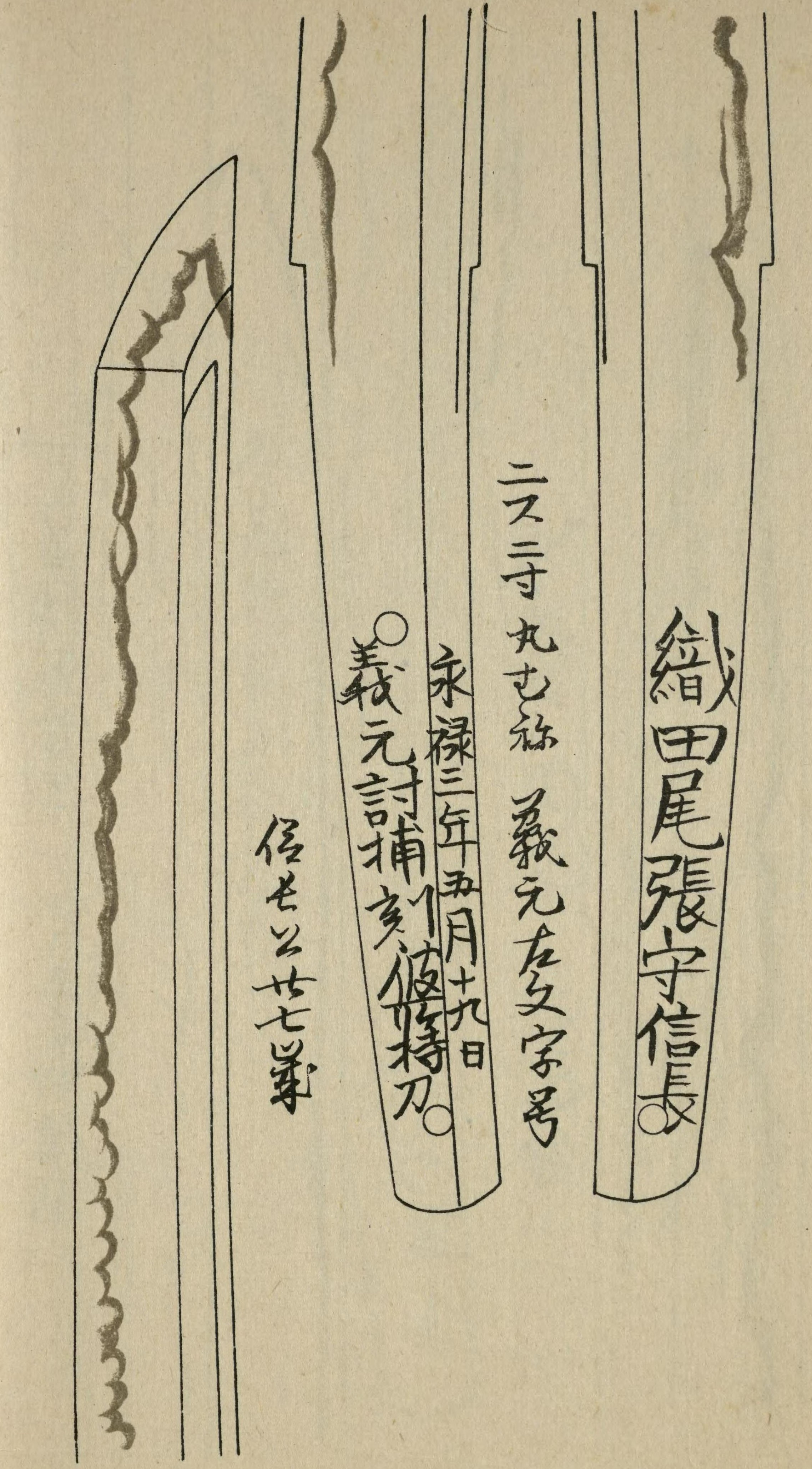
義元左文字の押形。

本作は南北朝時代に筑前国博多（現在の福岡県西部）にて活躍した刀工一派である左文字派の刀工によって作られた打刀（磨り上げ前は太刀）である。左文字派の祖である左文字（大左）は、鎌倉時代末期から南北朝時代初期にかけて博多で活躍した刀工であり、「左衛門三郎」の略と伝わる「左」の一字を銘に切ったことから左文字と称されるようになった。左文字はそれまでの直線的な刃文の地味な作風から、刃文が波打ち、くっきりと浮き立つように見える華やかで洗練された作風へと転換したことが特徴であり、その後も門弟に継承されて全盛期を築いた。本作は無銘であるため、刀工個人の名は明らかではない。
元々は1536年（天文5年）戦国時代に畿内を支配していた三好政長（三好宗三）から甲斐守護武田信虎（武田信玄の父）へ贈られた刀である。これは宗三の主君である細川晴元正室（左大臣三条公頼の娘）の妹である三条の方が、信玄の継室として嫁いだことをきっかけに贈られたものである。本作が贈られた背景として、歴史学者の小和田泰経は当時宗三が三好家嫡流の長慶と対立関係にあったことから、主君晴元および武田家を味方につけたかったためとしている。翌1537年（天文6年）には、信虎の娘が駿河の今川義元へ嫁いだことから、婿引出物として信虎から義元へ本作が贈られた。義元は本作を自分の愛刀として大切にしていたと伝わっている。
しかし、1560年（永禄3年）、三河・遠江へ向けて軍を起こした桶狭間の戦いにおいて義元は討死し、義元が戦に携えていた本作を戦利品として尾張の織田信長が接収したと伝えられる。信長は元々二尺六寸ある太刀であった本作を、二尺二寸一分に短く磨り上げて茎表裏に「織田尾張守信長」「永禄三年五月十九日義元討捕刻彼所持刀」と金象嵌銘を入れさせた。以降は自分の愛刀とし、信長が本能寺の変で横死するまで信長の手元にあった。本能寺の変の後は、松尾大社の神官の手を経て、信長の家臣であった豊臣秀吉の手に渡った。
のちに天下を統一した秀吉の死後は子の豊臣秀頼に伝わり、さらに江戸幕府を開府した征夷大将軍・徳川家康の手に渡った。家康は大坂の陣で本作を佩いていたとされていることから、「天下取りの刀」とも呼ばれている。これ以降、徳川将軍家の重宝として代々受け継がれていくこととなった。1657年（明暦3年）に発生した明暦の大火にて被害に遭い焼身となったものの再刃（焼き直し）された。再刃のため、茎の金象嵌銘の一部が溶けて茎に金の粒として現れている。
明治維新後、明治天皇は信長に建勲（たけいさお）の神号を贈り、信長を祀る神社として京都市北区の船岡山に建勲神社が創建されると、徳川将軍家から信長所縁として本作が同神社へ寄進された。1923年（大正12年）3月28日に当時の国宝、のちの重要文化財に指定された。指定名称は「刀 義元左文字　無銘中心ニ永禄三年五月十九日義元討捕刻彼所持刀織田尾張守信長ト金象眼アリ」。なお、昭和時代に一度盗難被害を被ったものの、後に発見される。2022年（令和4年）現在も建勲神社が所有しており、京都国立博物館に寄託されている。

## 伝来の異説
以上が義元左文字の伝来に関する通説だが、歴史学者である馬部隆弘はこの通説について、以下3点の疑問を指摘している。
- 義元左文字は管領・細川晴元の被官である三好政長が甲斐守護の武田信虎に贈ったとされるが、政長が信虎と交渉する意味が見いだせず、贈答のやり取りをしていた可能性が低い[11]。したがって武田氏から今川氏に贈られたとする伝来自体も疑わしい[12]。
- 織田氏から豊臣氏への伝来過程で、本能寺の変で失われたはずの義元左文字が、再び出現し豊臣氏に伝わった経過が不分明[13]。
- また織田信長が桶狭間の合戦で入手した際、「織田尾張守信長」と嵌銘させたとされることも、桶狭間の合戦が行われた永禄3年当時、信長の名乗りが「上総介」であった事実と整合しない[12]。

## 写し・復元刀
2018年（平成30 年）、翌2019年が今川義元の生誕500周年にあたることから戦国時代イベントによろい武者役で出演する活動などを行う「遠州鎧仁會」（えんしゅうがいしんかい）の佐野翔平を発起人として義元左文字復元プロジェクトが発足する。このプロジェクトには、大河ドラマ「おんな城主 直虎」にて義元を演じた落語家の春風亭昇太（静岡県出身）を名誉会長、静岡大学名誉教授の小和田哲男を名誉顧問に迎えて運営している。復元に際して刀鍛冶の内田義基が刀身を担当し、鞘や柄などの外装を同じく刀鍛冶の水木良光が担当している。